# BIIE-0246
-{
BIIE-0246}- je lek koji se koristi u naučnim istraživanjima, i koji deluje kao potentan i selektivan antagonist neuropepdnog Y receptora Y2. On je bio jedan od prvih ne-peptidnih Y2-selektivnih antagonista, i još uvek je jedno od najšire korišćenih oruđa za izučavanje tog receptora. Pomoću njega je demonstrirano da Y2 ima ulogu presinaptičkog autoreceptora koji ograničava dalje oslobađanje neuropeptida Y, kao i da modulira oslobađanje dopamina i acetilholina. Bilo je pokazano da utiče na ponašanje životinja. Ovaj materijal umanjuje alkoholni utrošak kod zavisnih pacova kao i anksiolitičke efekte. Dok bi selektivni Y2 agonisti trebalo da budu korisni kao anoreksici, BIIE-0246 nema uticaja na apetit.

## Spoljašnje veze
|  | Molimo Vas, obratite pažnju na važno upozorenje u vezi sa temama iz oblasti medicine (zdravlja). |